# Vtorzjenije
Vtorzjenije (russisk: Вторжение, da.: Invasion) er en russisk spillefilm fra 2020 instrueret af Fjodor Bondartjuk.

## Medvirkende
- Irina Starsjenbaum som Julija Lebedeva
- Rinal Mukhametov
- Aleksandr Petrov som Artjom Tkatjov
- Jurij Borisov som Ivan 'Vanja' Korobanov
- Oleg Mensjikov som Valentin Lebedev
- Viktor Sjamirov